# Csamvon állomás
Csamvon (Jamwon) állomás a szöuli metró 3-as vonalának állomása Szöul Szocsho-ku (Seocho-gu) kerületében.

## Viszonylatok
| 3-as vonal                         | 3-as vonal | 3-as vonal                              |
| ---------------------------------- | ---------- | --------------------------------------- |
| Sinsza (Sinsa) Tehva (Daehwa) felé | fő vonal   | Expresszbusz-terminál Ogum (Ogeum) felé |